# 笹間下
笹間下（ささましも）は静岡県島田市の大字。

## 地理
島田市の北部、伊久身地区の北部に位置する。東で藤枝市瀬戸ノ谷、西で川根町上河内及び川根町笹間下、南で伊久美、北で川根町笹間上と接する。

### 山岳
- 高根山

## 歴史

### 沿革
- 1876年（明治9年） - 志太郡笹間村が笹間上村と同郡笹間下村に分かれる。
- 1889年（明治22年）4月1日 - 町村制の施行により、笹間下村が笹間上村と合併する。再度、志太郡笹間村となる[WEB 6]。旧村名は笹間村の大字として残る[WEB 7]。
- 1955年（昭和30年）
  - 2月26日 – 笹間村が榛原郡下川根村に編入される。
  - 4月1日 – 笹間下の一部が島田市に編入される。

## 施設
- 明神社

## その他

### 学区
小学校・中学校の学区は以下の通りである。
| 番・番地等 | 小学校                 | 中学校                 |
| ---------- | ---------------------- | ---------------------- |
| 全域       | 島田市立島田第一小学校 | 島田市立島田第一中学校 |

### 警察
警察の管轄区域は以下の通りである。
| 番・番地等 | 警察署     | 交番・駐在所       |
| ---------- | ---------- | ------------------ |
| 全域       | 島田警察署 | 伊久美警察官駐在所 |

### WEB
1. ↑  “h02_22.csv”.   総務省 (2022年2月10日). 2025年7月16日閲覧。
2. ↑  “静岡県島田市 (22209)”.   人文学オープンデータ共同利用センター. 2025年7月16日閲覧。
3. ↑  “静岡県 > 島田市の郵便番号一覧 - 日本郵便株式会社”.   日本郵便. 2025年7月16日閲覧。
4. ↑  “市外局番の一覧”.   総務省 (2022年3月1日). 2025年7月16日閲覧。
5. ↑  “事業所案内及び管轄地域（事務所3件、分室3件）”.   一般社団法人静岡県自動車会議所. 2025年7月16日閲覧。
6. ↑  “historyofcities.pdf”.   静岡県総務部合併推進室・財団法人静岡県市町村振興協会. 2025年7月16日閲覧。
7. ↑  “解説ページ”.   株式会社エア. 2025年7月16日閲覧。
8. ↑  “学区一覧 - 島田市公式ホームページ”.   島田市 (2024年4月1日). 2025年7月16日閲覧。
9. ↑  “伊久美駐在所｜静岡県警察”.   静岡県警察 (2023年7月18日). 2025年7月16日閲覧。